# Мартен Повольний
Мартен Повольний, також відомий як Сезар (Чеслав) Повольний (фр. Martin (César, Czeslaw) Povolny, 19 липня 1914, Реклінґгаузен — дата смерті невідома) — французький футболіст польського походження, що грав на позиції півзахисника, зокрема, за клуб «Гавр».

## Клубна кар'єра
У футболі відомий виступами у команді «Гавр», з якою виграв другий французький дивізіон в 1938 році.

## Виступи за збірну
Був присутній в заявці збірної на чемпіонаті світу 1938 року у Франції, але не тільки не зіграв за неї, але й не з'явився до її складу.